# Helena Kallenbäck
Asta Helena Kallenbäck Trolle, född Kallenbäck den 26 november 1944 i Risinge församling, Östergötlands län, är en svensk skådespelare. Hon är syster till författaren Ingrid Kallenbäck.

## Biografi
Kallenbäck växte upp i Motala. Hon studerade först vid universitetet i Grenoble och arbetade efter det som guide vid Stockholms stadshus. Hon utbildade sig därefter vid Statens scenskola i Malmö 1966–1969.
Efter examen följde engagemang vid Helsingborgs stadsteater, där hon debuterade i Jungfruleken. Via en kort sejour vid Östgötateatern kom hon 1978 till Folkan i Stockholm, där hon fick ett större genombrott i musikalversionen av Sommarnattens leende.
Kallenbäck filmdebuterade 1973 i Hans Alfredsons Kvartetten som sprängdes. Hon tilldelades en Guldmask 1990 som "Bästa kvinnliga skådespelare" för Linje Lusta. Hon har inte sällan fått gestalta hårda och neurotiska kvinnor, exempelvis i rollen som lärare i TV-serien Storstad (1990–1991) och den alkoholiserade ambassadörsfrun Ann-Sofie Bärnsten i TV-serien Tre Kronor (1996–1997).
Hon har varit gift med skådespelaren Stig Olin och var dennes spökskrivare i memoarboken Trådrullen.

## Filmografi
- 1973 – Kvartetten som sprängdes (TV-serie)
- 1981 – Babels hus (TV-serie)
- 1983 – Spanarna (TV-serie)
- 1986 – Kunglig toilette
- 1989 – Tre kärlekar (TV-serie)
- 1990–1991 – Storstad (TV-serie)
- 1991 – Kopplingen (TV-serie)
- 1991 – Villfarelser
- 1992 – En komikers uppväxt (TV-serie)
- 1992 – Kejsarn av Portugallien (TV-serie)
- 1994 – Kan du vissla Johanna?
- 1994 – Läckan (TV-serie)
- 1995 – Snoken (TV-serie)
- 1995 – Anmäld försvunnen (TV-serie)
- 1995 – Svinet
- 1996 – Ellinors bröllop
- 1996–1997 – Tre Kronor (TV-serie)
- 1997 – En kvinnas huvud
- 2000 – Låt stå! (TV-serie)
- 2000 – Vita hästen
- 2006 – AK3
- 2008 – Mord in bester Gesellschaft (TV-serie)
- 2009 – Wallander – Prästen
- 2016 – Kommissarien och havet (TV-serie)

## Teater

### Roller (ej komplett)
| År   | Roll                   | Produktion                                                                                                 | Regi                      | Teater                           |
| ---- | ---------------------- | --- | ------------------------- | -------------------------------- |
| 1969 |                        | Å, vilken härlig fred! Hans Alfredson och Tage Danielsson                                                  | Kaj Ahnhem                | Helsingborgs stadsteater         |
| 1969 | Josyane                | Bagaren, bagerskan och den lilla bagarpojken (Le Boulanger, la boulangère et le petit mitron) Jean Anouilh | Martin Söderhjelm         | Helsingborgs stadsteater         |
| 1969 | Blenda                 | Hans nåds testamente Hjalmar Bergman                                                                       | Runar Schauman Kaj Ahnhem | Helsingborgs stadsteater         |
| 1970 | Seija                  | Kattorna Walentin Chorell                                                                                  | Martin Söderhjelm         | Helsingborgs stadsteater         |
| 1970 | Eva Puntila            | Herr Puntila och hans dräng Matti (Herr Puntila und sein Knecht Matti) Bertolt Brecht                      | Lars-Levi Læstadius       | Helsingborgs stadsteater         |
| 1971 | Adela                  | Bernardas hus (La casa de Bernarda Alba) Federico García Lorca                                             | Lars-Levi Læstadius       | Helsingborgs stadsteater         |
| 1971 | Liz                    | Räddad (Saved) Edward Bond                                                                                 | Kaj Ahnhem                | Helsingborgs stadsteater         |
| 1971 |                        | Flotten Kent Andersson                                                                                     | Kaj Ahnhem                | Helsingborgs stadsteater         |
| 1971 | Claire                 | Jungfruleken (Les Bonnes) Jean Genet                                                                       | Kaj Ahnhem                | Helsingborgs stadsteater         |
| 1971 | Ulla                   | Tillståndet Kent Andersson och Bengt Bratt                                                                 | Stellan Olsson            | Helsingborgs stadsteater         |
| 1971 | Flickan                | Vid läglig lägenhet (Vacant Possession) Maisie Mosco                                                       | Martin Söderhjelm         | Helsingborgs stadsteater         |
| 1971 | Ruth Kelly             | Min vän Harvey (Harvey) Mary Chase                                                                         | Martin Söderhjelm         | Helsingborgs stadsteater         |
| 1972 | Lucy                   | Skymningsbaren (Twilight Bar) Arthur Koestler                                                              | Stellan Olsson            | Helsingborgs stadsteater         |
| 1972 |                        | West Side Story Arthur Laurents, Leonard Bernstein och Stephen Sondheim                                    | John Zacharias            | Norrköping-Linköping stadsteater |
| 1972 |                        | Vägen till Kanaan Rudolf Värnlund                                                                          | Lars Gerhard Norberg      | Norrköping-Linköping stadsteater |
| 1973 | Hannerl                | Slott och koja (Ein Strick mit einem Ende) Karel Kraus, Zdeněk Mahler och Peter Rada                       | Bertil Norström           | Norrköping-Linköping stadsteater |
| 1973 | Elsa Andersson         | Om 7 flickor Erik Torstensson                                                                              | Margreth Weivers          | Norrköping-Linköping stadsteater |
| 1973 | Henriette              | Brott och brott August Strindberg                                                                          | John Zacharias            | Norrköping-Linköping stadsteater |
| 1973 |                        | Kungens rosor Bertil Norström och Lars Gerhard Norberg                                                     | Lars Gerhard Norberg      | Norrköping-Linköping stadsteater |
| 1974 |                        | Liten Karin Reidar Jönsson, Birgit Hageby och Hawkey Franzén                                               | Reidar Jönsson            | Norrköping-Linköping stadsteater |
| 1974 | Éliante                | Misantropen efter Molière (The Misanthrope by Moliere) Tony Harrison                                       | Torsten Sjöholm           | Norrköping-Linköping stadsteater |
| 1974 | Jacqueline             | Ljusstaken (Le Chandelier) Alfred de Musset                                                                | Olle Johansson            | Norrköping-Linköping stadsteater |
| 1974 |                        | Kärleksföreställningen Margareta Garpe, Suzanne Osten och Gunnar Edander                                   | Tom Deutgen               | Norrköping-Linköping stadsteater |
| 1975 | Varja                  | Körsbärsträdgården (Вишнёвый сад, Visjnjovyj sad) Anton Tjechov                                            | Gunnel Lindblom           | Norrköping-Linköping stadsteater |
| 1975 | Polly                  | Tolvskillingsoperan (Die Dreigroschenoper) Bertolt Brecht och Kurt Weill                                   | Claes Fellbom             | Riksteatern                      |
| 1976 | Mrs. Aouda             | Jorden runt på 80 dagar (Le Tour du monde en quatre-vingts jours) Bengt Ahlfors efter Jules Vernes roman   | Bertil Norström           | Norrköping-Linköping stadsteater |
| 1976 | Marion Brewster-Wright | Gin och bitter lemon (Absurd Person Singular) Alan Ayckbourn                                               | Torsten Sjöholm           | Norrköping-Linköping stadsteater |
| 1976 | Svägerskan             | Den goda människan från Sezuan (Der gute Mensch von Sezuan) Bertolt Brecht och Paul Dessau                 | Lars Gerhard Norberg      | Norrköping-Linköping stadsteater |
| 1977 |                        | Riter (Rites) Maureen Duffy                                                                                | Gun Jönsson               | Norrköping-Linköping stadsteater |
| 1977 |                        | Backanterna (Βάκχαι, Bakchai) Euripides                                                                    | Gun Jönsson               | Norrköping-Linköping stadsteater |
| 1977 |                        | Puckelryggen (Garbus) Sławomir Mrożek                                                                      |                           | Norrköping-Linköping stadsteater |
| 1977 |                        | Häxan (Agnes Bernauer) Franz Xaver Kroetz                                                                  |                           | Norrköping-Linköping stadsteater |
| 1978 | Charlotte Malcolm      | Sommarnattens leende (A Little Night Music) Stephen Sondheim och Hugh Wheeler                              | Stig Olin                 | Folkan                           |
| 1979 |                        | En man för mycket (Move over, Mrs Markham) Ray Cooney och John Chapman                                     | Klaus Pagh                | Folkan                           |
| 1980 |                        | Pippi Långstrump Astrid Lindgren                                                                           | Staffan Götestam          | Folkan                           |
| 1982 | Greta Garbo            | Första natten på Commodore Hotel Stig Larsson                                                              | Stig Larsson              | Östgötateatern                   |
| 1983 |                        | Snövit och de sju dvärgarna Beppe Wolgers                                                                  | Stig Olin                 | Folkan                           |
| 1984 |                        | Lycksalighetens ö Lars Björkman och Bengt-Arne Wallin                                                      |                           | Östgötateatern                   |
| 1984 |                        | Min sång är fri Jorge Diaz                                                                                 |                           | Östgötateatern                   |
| 1987 |                        | Demoner Lars Norén                                                                                         |                           | Östgötateatern                   |
| 1987 |                        | Drottningmötet Ingegerd Monthan                                                                            |                           | Östgötateatern                   |
| 1988 |                        | Det stannar i familjen (It Runs in the Family) Ray Cooney                                                  | Brian Howard              | Folkan                           |
| 1988 | Blanche                | Linje Lusta (A Streetcar Named Desire) Tennessee Williams                                                  | Georg Malvius             | Folkan                           |
| 1990 |                        | Skaffa mig en tenor (Lend Me a Tenor) Ken Ludwig                                                           | Piv Bernth                | Folkan                           |
| 1992 |                        | Trassel (Out of Order) Ray Cooney                                                                          | Lars Amble                | Maximteatern                     |
| 1994 | Lotte                  | Högtidsdagen (Jubileum) George Tabori                                                                      | Georg Malvius             | Stockholms stadsteater           |

- Maria, Sound of music – Lindsay & Crouse

## Priser
- 1987 – Thaliapriset – Bästa kvinnliga huvudroll
- 1996 – Berlinale – Bästa kvinnliga skådespelerska